# A Buffy, a vámpírok réme epizódjainak listája
Az alábbi a Buffy, a vámpírok réme epizódjainak listája.

## Évados áttekintés
| Évad | Évad | Epizódok | Eredeti sugárzás     | Eredeti sugárzás     | Eredeti adó |
| Évad | Évad | Epizódok | Évadpremier          | Évadfinálé           | Eredeti adó |
| ---- | ---- | -------- | -------------------- | -------------------- | ----------- |
|      | 1    | 12       | 1997. március 10.    | 1997. június 2.      | The WB      |
|      | 2    | 22       | 1997. szeptember 15. | 1998. május 19.      | The WB      |
|      | 3    | 22       | 1998. szeptember 29. | 1999. szeptember 21. | The WB      |
|      | 4    | 22       | 1999. október 5.     | 2000. május 23.      | The WB      |
|      | 5    | 22       | 2000. szeptember 26. | 2001. május 22.      | The WB      |
|      | 6    | 22       | 2001. október 2.     | 2002. május 21.      | UPN         |
|      | 7    | 22       | 2002. szeptember 24. | 2003. május 20.      | UPN         |

## 1. évad (1997)
| Sor. | Év. | Cím                                                   | Rendező              | Író                                                              | Premier                                                                 | Nézettség   |
| ---- | --- | ----------------------------------------------------- | -------------------- | ---------------------------------------------------------------- | ----------------------------------------------------------------------- | ----------- |
| 1.   | 1.  | Üdvözlet a pokol szájában! (Welcome to the Hellmouth) | Charles Martin Smith | Joss Whedon                                                      | 1997. március 10. 1999. január 30. (1. rész) 1999. február 6. (2. rész) | 4,59 millió |
| 2.   | 2.  | A vámpírlakoma (The Harvest)                          | John T. Kretchmer    | Joss Whedon                                                      | 1997. március 10.                                                       | 4,59 millió |
| 3.   | 3.  | Anyai szigor (Witch)                                  | Stephen Cragg        | Dana Reston                                                      | 1997. március 17.                                                       | 4,63 millió |
| 4.   | 4.  | A helyettesítő tanár (Teacher's Pet)                  | Bruce Seth Green     | David Greenwalt                                                  | 1997. március 24.                                                       | 2,98 millió |
| 5.   | 5.  | Elszúrt randevú (Never Kill a Boy on the First Date)  | David Semel          | Rob Des Hotel & Dean Batali                                      | 1997. március 31.                                                       | 4,09 millió |
| 6.   | 6.  | A falka (The Pack)                                    | Bruce Seth Green     | Matt Kiene & Joe Reinkemeyer                                     | 1997. április 7.                                                        | 3,42 millió |
| 7.   | 7.  | Angel (Angel)                                         | Scott Brazil         | David Greenwalt                                                  | 1997. április 14.                                                       | 3,39 millió |
| 8.   | 8.  | A hálózat ("I, Robot... You, Jane)                    | Stephen Posey        | Ashley Gable & Thomas A. Swyden                                  | 1997. április 28.                                                       | 2,47 millió |
| 9.   | 9.  | Démoni bábu (The Puppet Show)                         | Ellen S. Pressman    | Rob Des Hotel & Dean Batali                                      | 1997. május 5.                                                          | 2,56 millió |
| 10.  | 10. | Rémálom (Nightmares)                                  | Bruce Seth Green     | Történet: Joss Whedon Tévéjáték: David Greenwalt                 | 1997. május 12.                                                         | 3,47 millió |
| 11.  | 11. | Szem elől tévesztve (Out of Mind, Out of Sight)       | Reza Badiyi          | Történet: Joss Whedon Tévéjáték: Ashley Gable & Thomas A. Swyden | 1997. május 19.                                                         | 3,36 millió |
| 12.  | 12. | Végső összecsapás (Prophecy Girl)                     | Joss Whedon          | Joss Whedon                                                      | 1997. június 2.                                                         | 3,97 millió |

## 2. évad (1997-1998)
| Sor. | Év. | Cím                                                                         | Rendező             | Író                                                                | Premier              | Nézettség   |
| ---- | --- | --------------------------------------------------------------------------- | ------------------- | ------------------------------------------------------------------ | -------------------- | ----------- |
| 13.  | 1.  | Megigézve (When She Was Bad)                                                | Joss Whedon         | Joss Whedon                                                        | 1997. szeptember 15. | 4,37 millió |
| 14.  | 2.  | Részekből egészet (Some Assembly Required)                                  | Bruce Seth Green    | Ty King                                                            | 1997. szeptember 22. | 4,42 millió |
| 15.  | 3.  | Kemény iskola (School Hard)                                                 | John T. Kretchmer   | Történet: Joss Whedon & David Greenwalt Tévéjáték: David Greenwalt | 1997. szeptember 29. | 4,86 millió |
| 16.  | 4.  | Inka hercegnő (Inca Mummy Girl)                                             | Ellen S. Pressman   | Matt Kiene & Joe Reinkemeyer                                       | 1997. október 6.     | 4,70 millió |
| 17.  | 5.  | A hüllőember (Reptile Boy)                                                  | David Greenwalt     | David Greenwalt                                                    | 1997. október 13.    | 4,77 millió |
| 18.  | 6.  | Halloween (Halloween)                                                       | Bruce Seth Green    | Carl Ellsworth                                                     | 1997. október 27.    | 5,88 millió |
| 19.  | 7.  | Hazugságok (Lie to Me)                                                      | Joss Whedon         | Joss Whedon                                                        | 1997. november 3.    | 4,98 millió |
| 20.  | 8.  | Sötét múlt (The Dark Age)                                                   | Bruce Seth Green    | Dean Batali & Rob Des Hotel                                        | 1997. november 10.   | 5,59 millió |
| 21.  | 9.  | Mit hoz a jövő? 1. rész (What's My Line? Part 1)                            | David Solomon       | Howard Gordon & Marti Noxon                                        | 1997. november 17.   | 5,04 millió |
| 22.  | 10. | Mit hoz a jövő? 2. rész (What's My Line? Part 2)                            | David Semel         | Marti Noxon                                                        | 1997. november 24.   | 5,41 millió |
| 23.  | 11. | Ted (Ted)                                                                   | Bruce Seth Green    | David Greenwalt & Joss Whedon                                      | 1997. december 8.    | 6,09 millió |
| 24.  | 12. | Tojások (Bad Eggs)                                                          | David Greenwalt     | Marti Noxon                                                        | 1998. január 12.     | 6,48 millió |
| 25.  | 13. | Meglepetés (Surprise)                                                       | Michael Lange       | Marti Noxon                                                        | 1998. január 19.     | 7,59 millió |
| 26.  | 14. | Ártatlanság (Innocence)                                                     | Joss Whedon         | Joss Whedon                                                        | 1998. január 20.     | 7,94 millió |
| 27.  | 15. | Átváltozás (Phases)                                                         | Bruce Seth Green    | Rob Des Hotel & Dean Batali                                        | 1998. január 27.     | 7,31 millió |
| 28.  | 16. | Boszorkányság, bonyodalom és bosszúság (Bewitched, Bothered and Bewildered) | James A. Contner    | Marti Noxon                                                        | 1998. február 10.    | 6,77 millió |
| 29.  | 17. | Szenvedély (Passion)                                                        | Michael Gershman    | Ty King                                                            | 1998. február 24.    | 6,14 millió |
| 30.  | 18. | Megölte a halál (Killed by Death)                                           | Deran Sarafian      | Rob Des Hotel & Dean Batali                                        | 1998. március 3.     | 6,08 millió |
| 31.  | 19. | A szemem csak téged lát (I Only Have Eyes for You)                          | James Whitmore, Jr. | Marti Noxon                                                        | 1998. április 28.    | 5,06 millió |
| 32.  | 20. | Mint a hal a vízben! (Go Fish)                                              | David Semel         | David Fury & Elin Hampton                                          | 1998. május 5.       | 5,13 millió |
| 33.  | 21. | Méltóvá válni, 1. rész (Becoming Part 1)                                    | Joss Whedon         | Joss Whedon                                                        | 1998. május 12.      | 5,30 millió |
| 34.  | 22. | Méltóvá válni, 2. rész (Becoming Part 2)                                    | Joss Whedon         | Joss Whedon                                                        | 1998. május 19.      | 6,37 millió |

## 3. évad (1998-1999)
| Sor. | Év. | Cím                                                    | Rendező             | Író                                                                | Premier              | Nézettség   |
| ---- | --- | ------------------------------------------------------ | ------------------- | ------------------------------------------------------------------ | -------------------- | ----------- |
| 35.  | 1.  | Anne (Anne)                                            | Joss Whedon         | Joss Whedon                                                        | 1998. szeptember 29. | 7,06 millió |
| 36.  | 2.  | Holtak estje (Dead Man's Party)                        | James Whitmore, Jr. | Marti Noxon                                                        | 1998. október 6.     | 6,20 millió |
| 37.  | 3.  | Bizalom, remény és csel (Faith, Hope & Trick)          | James A. Contner    | David Greenwalt                                                    | 1998. október 13.    | 5,46 millió |
| 38.  | 4.  | Szépség és a szörnyeteg (Beauty and the Beasts)        | James Whitmore, Jr. | Marti Noxon                                                        | 1998. október 20.    | 6,20 millió |
| 39.  | 5.  | Hazatérés (Homecoming)                                 | David Greenwalt     | David Greenwalt                                                    | 1998. november 3.    | 6,53 millió |
| 40.  | 6.  | Csokit, vagy csalunk (Band Candy)                      | Michael Lange       | Jane Espenson                                                      | 1998. november 10.   | 6,35 millió |
| 41.  | 7.  | Felfedezések (Revelations)                             | James A. Contner    | Douglas Petrie                                                     | 1998. november 17.   | 6,46 millió |
| 42.  | 8.  | Szerelmesek sétája (Lovers Walk)                       | David Semel         | Dan Vebber                                                         | 1998. november 24.   | 6,00 millió |
| 43.  | 9.  | A kívánság (The Wish)                                  | David Greenwalt     | Marti Noxon                                                        | 1998. december 8.    | 6,32 millió |
| 44.  | 10. | Kárpótlás (Amends)                                     | Joss Whedon         | Joss Whedon                                                        | 1998. december 15.   | 6,85 millió |
| 45.  | 11. | Mézeskalács (Gingerbread)                              | James Whitmore, Jr. | Történet: Thania St. John & Jane Espenson Tévéjáték: Jane Espenson | 1999. január 12.     | 6,42 millió |
| 46.  | 12. | Reménytelenül (Helpless)                               | James A. Contner    | David Fury                                                         | 1999. január 19.     | 7,00 millió |
| 47.  | 13. | A Zeppo (The Zeppo)                                    | James Whitmore, Jr. | Dan Vebber                                                         | 1999. január 26.     | 5,93 millió |
| 48.  | 14. | Rossz lányok (Bad Girls)                               | Michael Lange       | Douglas Petrie                                                     | 1999. február 9.     | 6,09 millió |
| 49.  | 15. | Következmények (Consequences)                          | Michael Gershman    | Marti Noxon                                                        | 1999. február 16.    | 5,93 millió |
| 50.  | 16. | A másik Sunnydale (Doppelgangland)                     | Joss Whedon         | Joss Whedon                                                        | 1999. február 23.    | 6,50 millió |
| 51.  | 17. | Ellenfelek (Enemies)                                   | David Grossman      | Douglas Petrie                                                     | 1999. március 16.    | 5,94 millió |
| 52.  | 18. | Hallótávolság (Earshot)                                | Regis Kimble        | Jane Espenson                                                      | 1999. szeptember 21. | 5,08 millió |
| 53.  | 19. | Választások (Choices)                                  | James A. Contner    | David Fury                                                         | 1999. május 4.       | 5,04 millió |
| 54.  | 20. | Az iskolai bál (The Prom)                              | David Solomon       | Marti Noxon                                                        | 1999. május 11.      | 5,22 millió |
| 55.  | 21. | Az érettségi ünnepség, 1. rész (Graduation Day Part 1) | Joss Whedon         | Joss Whedon                                                        | 1999. május 18.      | 5,13 millió |
| 56.  | 22. | Az érettségi ünnepség, 2. rész (Graduation Day Part 2) | Joss Whedon         | Joss Whedon                                                        | 1999. május 24.      | 6,53 millió |

## 4. évad (1999-2000)
| Sor. | Év. | Cím                                                | Rendező          | Író                                      | Premier            | Nézettség   |
| ---- | --- | -------------------------------------------------- | ---------------- | ---------------------------------------- | ------------------ | ----------- |
| 57.  | 1.  | Az egyetem (The Freshman)                          | Joss Whedon      | Joss Whedon                              | 1999. október 5.   | 6,79 millió |
| 58.  | 2.  | A szobatárs (Living Conditions)                    | David Grossman   | Marti Noxon                              | 1999. október 12.  | 5,64 millió |
| 59.  | 3.  | Amara ékköve (The Harsh Light of Day)              | James A. Contner | Jane Espenson                            | 1999. október 19.  | 5,09 millió |
| 60.  | 4.  | Félj magadtól! (Fear, Itself)                      | Tucker Gates     | David Fury                               | 1999. október 26.  | 5,98 millió |
| 61.  | 5.  | A sör ártalmas (Beer Bad)                          | David Solomon    | Tracey Forbes                            | 1999. november 2.  | 5,11 millió |
| 62.  | 6.  | Távozás (Wild at Heart)                            | David Grossman   | Marti Noxon                              | 1999. november 9.  | 6,51 millió |
| 63.  | 7.  | Az Iniciatíva (The Initiative)                     | James A. Contner | Douglas Petrie                           | 1999. november 16. | 5,65 millió |
| 64.  | 8.  | Kínok (Pangs)                                      | Michael Lange    | Jane Espenson                            | 1999. november 23. | 5,90 millió |
| 65.  | 9.  | Valami kéklik (Something Blue)                     | Nick Marck       | Tracey Forbes                            | 1999. november 30. | 5,42 millió |
| 66.  | 10. | Csend (Hush)                                       | Joss Whedon      | Joss Whedon                              | 1999. december 14. | 5,97 millió |
| 67.  | 11. | Halálra ítélve (Doomed)                            | James A. Contner | Marti Noxon & David Fury & Jane Espenson | 2000. január 18.   | 5,35 millió |
| 68.  | 12. | Az új fiú (A New Man)                              | Michael Gershman | Jane Espenson                            | 2000. január 25.   | 6,02 millió |
| 69.  | 13. | Az 1. a csapatban (The I in Team)                  | James A. Contner | David Fury                               | 2000. február 8.   | 4,83 millió |
| 70.  | 14. | Viszlát lowa! (Goodbye Iowa)                       | David Solomon    | Marti Noxon                              | 2000. február 15.  | 4,85 millió |
| 71.  | 15. | Az Év lánya (This Year's Girl)                     | Michael Gershman | Douglas Petrie                           | 2000. február 22.  | 5,75 millió |
| 72.  | 16. | Ki vagy te? (Who Are You?)                         | Joss Whedon      | Joss Whedon                              | 2000. február 29.  | 4,90 millió |
| 73.  | 17. | Szupersztár (Superstar)                            | David Grossman   | Jane Espenson                            | 2000. április 4.   | 4,11 millió |
| 74.  | 18. | Ahol a gonoszok vannak (Where the Wild Things Are) | David Solomon    | Tracey Forbes                            | 2000. április 25.  | 3,85 millió |
| 75.  | 19. | Az újhold (New Moon Rising)                        | James A. Contner | Marti Noxon                              | 2000. május 2.     | 4,02 millió |
| 76.  | 20. | A Yoko-faktor (The Yoko Factor)                    | David Grossman   | Douglas Petrie                           | 2000. május 9.     | 4,55 millió |
| 77.  | 21. | Őserő (Primeval)                                   | James A. Contner | David Fury                               | 2000. május 16.    | 4,85 millió |
| 78.  | 22. | Álmatlanság (Restless)                             | Joss Whedon      | Joss Whedon                              | 2000. május 23.    | 4,50 millió |

## 5. évad (2000-2001)
| Sor. | Év. | Cím                                      | Rendező            | Író                            | Premier              | Nézettség   |
| ---- | --- | ---------------------------------------- | ------------------ | ------------------------------ | -------------------- | ----------- |
| 79.  | 1.  | Buffy kontra Drakula (Buffy vs. Dracula) | David Solomon      | Marti Noxon                    | 2000. szeptember 26. | 5,83 millió |
| 80.  | 2.  | Az igazi én (Real Me)                    | David Grossman     | David Fury                     | 2000. október 3.     | 6,17 millió |
| 81.  | 3.  | A személyiségek (The Replacement)        | James A. Contner   | Jane Espenson                  | 2000. október 10.    | 5,34 millió |
| 82.  | 4.  | Rémálmok (Out of My Mind)                | David Grossman     | Rebecca Rand Kirshner          | 2000. október 17.    | 5,10 millió |
| 83.  | 5.  | Otthon csak egy van (No Place Like Home) | David Solomon      | Douglas Petrie                 | 2000. október 24.    | 6,41 millió |
| 84.  | 6.  | Család (Family)                          | Joss Whedon        | Joss Whedon                    | 2000. november 7.    | 6,19 millió |
| 85.  | 7.  | A szerelem elkábít (Fool for Love)       | Nick Marck         | Douglas Petrie                 | 2000. november 14.   | 5,66 millió |
| 86.  | 8.  | Árnyak (Shadow)                          | Dan Attias         | David Fury                     | 2000. november 21.   | 4,83 millió |
| 87.  | 9.  | Félelem (Listening to Fear)              | David Solomon      | Rebecca Rand Kirshner          | 2000. november 28.   | 5,48 millió |
| 88.  | 10. | A tanya (Into the Woods)                 | Marti Noxon        | Marti Noxon                    | 2000. december 19.   | 4,85 millió |
| 89.  | 11. | Háromszög (Triangle)                     | Christopher Hibler | Jane Espenson                  | 2001. január 9.      | 4,85 millió |
| 90.  | 12. | Félúton (Checkpoint)                     | Nick Marck         | Douglas Petrie & Jane Espenson | 2001. január 23.     | 5,01 millió |
| 91.  | 13. | Véres nyakkendők (Blood Ties)            | Michael Gershman   | Steven S. DeKnight             | 2001. február 6.     | 4,89 millió |
| 92.  | 14. | Tömeg (Crush)                            | Dan Attias         | David Fury                     | 2001. február 13.    | 4,90 millió |
| 93.  | 15. | Szerettelek (I Was Made to Love You)     | James A. Contner   | Jane Espenson                  | 2001. február 20.    | 5,11 millió |
| 94.  | 16. | A test (The Body)                        | Joss Whedon        | Joss Whedon                    | 2001. február 27.    | 5,97 millió |
| 95.  | 17. | Mindörökké (Forever)                     | Marti Noxon        | Marti Noxon                    | 2001. április 17.    | 4,29 millió |
| 96.  | 18. | A beavatkozás (Intervention)             | Michael Gershman   | Jane Espenson                  | 2001. április 24.    | 4,73 millió |
| 97.  | 19. | Kitartó szerelem (Tough Love)            | David Grossman     | Rebecca Rand Kirshner          | 2001. május 1.       | 4,59 millió |
| 98.  | 20. | Vissza az elejére (Spiral)               | James A. Contner   | Steven S. DeKnight             | 2001. május 8.       | 5,11 millió |
| 99.  | 21. | A világ súlya (The Weight of the World)  | David Solomon      | Douglas Petrie                 | 2001. május 15.      | 4,76 millió |
| 100. | 22. | Az ajándék (The Gift)                    | Joss Whedon        | Joss Whedon                    | 2001. május 22.      | 5,22 millió |

## 6. évad (2001-2002)
| Sor. | Év. | Cím                                         | Rendező          | Író                            | Premier            | Nézettség   |
| ---- | --- | ------------------------------------------- | ---------------- | ------------------------------ | ------------------ | ----------- |
| 101. | 1.  | Alkudozás, 1. rész (Bargaining Part 1)      | David Grossman   | Marti Noxon                    | 2001. október 2.   | 7,65 millió |
| 102. | 2.  | Alkudozás, 2. rész (Bargaining Part 2)      | David Grossman   | David Fury                     | 2001. október 2.   | 7,65 millió |
| 103. | 3.  | Az élet után (After Life)                   | David Solomon    | Jane Espenson                  | 2001. október 9.   | 5,58 millió |
| 104. | 4.  | Áradás (Flooded)                            | Douglas Petrie   | Jane Espenson & Douglas Petrie | 2001. október 16.  | 6,03 millió |
| 105. | 5.  | Folytatásos élet (Life Serial)              | Nick Marck       | David Fury & Jane Espenson     | 2001. október 23.  | 5,68 millió |
| 106. | 6.  | Minden út (All the Way)                     | David Solomon    | Steven S. DeKnight             | 2001. október 30.  | 5,23 millió |
| 107. | 7.  | Egyszer, érzéssel (Once More, with Feeling) | Joss Whedon      | Joss Whedon                    | 2001. november 6.  | 5,44 millió |
| 108. | 8.  | Tabula Rasa (Tabula Rasa)                   | David Grossman   | Rebecca Rand Kirshner          | 2001. november 13. | 5,40 millió |
| 109. | 9.  | Szétzúzott (Smashed)                        | Turi Meyer       | Drew Z. Greenberg              | 2001. november 20. | 5,00 millió |
| 110. | 10. | Töredék (Wrecked)                           | David Solomon    | Marti Noxon                    | 2001. november 27. | 5,57 millió |
| 111. | 11. | Eltelt (Gone)                               | David Fury       | David Fury                     | 2002. január 8.    | 5,16 millió |
| 112. | 12. | Duplahúsos palota (Doublemeat Palace)       | Nick Marck       | Jane Espenson                  | 2002. január 29.   | 5,57 millió |
| 113. | 13. | Halott ügy (Dead Things)                    | James A. Contner | Steven S. DeKnight             | 2002. február 5.   | 5,21 millió |
| 114. | 14. | Öregebb és távoli (Older and Far Away)      | Michael Gershman | Drew Z. Greenberg              | 2002. február 12.  | 5,01 millió |
| 115. | 15. | Csakugyan (As You Were)                     | Douglas Petrie   | Douglas Petrie                 | 2002. február 26.  | 4,70 millió |
| 116. | 16. | A pokol harangjai (Hell's Bells)            | David Solomon    | Rebecca Rand Kirshner          | 2002. március 5.   | 5,61 millió |
| 117. | 17. | Újra normális (Normal Again)                | Rick Rosenthal   | Diego Gutierrez                | 2002. március 12.  | 5,01 millió |
| 118. | 18. | Sorvadás (Entropy)                          | James A. Contner | Drew Z. Greenberg              | 2002. április 30.  | 4,53 millió |
| 119. | 19. | Piros látás (Seeing Red)                    | Michael Gershman | Steven S. DeKnight             | 2002. május 7.     | 4,06 millió |
| 120. | 20. | Pimaszok (Villains)                         | David Solomon    | Marti Noxon                    | 2002. május 14.    | 4,96 millió |
| 121. | 21. | Kettőre megy (Two to Go)                    | Bill L. Norton   | Douglas Petrie                 | 2002. május 21.    | 5,31 millió |
| 122. | 22. | Betemet (Grave)                             | James A. Contner | David Fury                     | 2002. május 21.    | 5,31 millió |

## 7. évad (2002-2003)
| Sor. | Év. | Cím                                                            | Rendező          | Író                            | Premier              | Nézettség   |
| ---- | --- | -------------------------------------------------------------- | ---------------- | ------------------------------ | -------------------- | ----------- |
| 123. | 1.  | Az iskola (Lessons)                                            | David Solomon    | Joss Whedon                    | 2002. szeptember 24. | 4,99 millió |
| 124. | 2.  | Alatta (Beneath You)                                           | Nick Marck       | Douglas Petrie                 | 2002. október 1.     | 4,97 millió |
| 125. | 3.  | Ugyanakkor, ugyanott (Same Time, Same Place)                   | James A. Contner | Jane Espenson                  | 2002. október 8.     | 4,90 millió |
| 126. | 4.  | Segítség! (Help)                                               | Rick Rosenthal   | Rebecca Rand Kirshner          | 2002. október 15.    | 5,04 millió |
| 127. | 5.  | Önkívület (Selfless)                                           | David Solomon    | Drew Goddard                   | 2002. október 22.    | 5,02 millió |
| 128. | 6.  | Övé (Him)                                                      | Michael Gershman | Drew Z. Greenberg              | 2002. november 5.    | 4,65 millió |
| 129. | 7.  | Beszélgetés halott emberekkel (Conversations with Dead People) | Nick Marck       | Jane Espenson & Drew Goddard   | 2002. november 12.   | 4,83 millió |
| 130. | 8.  | Alvó (Sleeper)                                                 | Alan J. Levi     | David Fury & Jane Espenson     | 2002. november 19.   | 5,03 millió |
| 131. | 9.  | Soha ne hagyj el! (Never Leave Me)                             | David Solomon    | Drew Goddard                   | 2002. november 26.   | 4,83 millió |
| 132. | 10. | Az éj küldöttei (Bring On the Night)                           | David Grossman   | Marti Noxon & Douglas Petrie   | 2002. december 17.   | 4,79 millió |
| 133. | 11. | Showtime (Showtime)                                            | Michael Grossman | David Fury                     | 2003. január 7.      | 4,08 millió |
| 134. | 12. | Lehetőség (Potential)                                          | James A. Contner | Rebecca Rand Kirshner          | 2003. január 21.     | 3,61 millió |
| 135. | 13. | A gyilkos bennem (The Killer in Me)                            | David Solomon    | Drew Z. Greenberg              | 2003. február 4.     | 3,50 millió |
| 136. | 14. | Az első randi (First Date)                                     | David Grossman   | Jane Espenson                  | 2003. február 11.    | 4,24 millió |
| 137. | 15. | Véghezvitel (Get It Done)                                      | Douglas Petrie   | Douglas Petrie                 | 2003. február 18.    | 3,43 millió |
| 138. | 16. | Emlékezet (Storyteller)                                        | Marita Grabiak   | Jane Espenson                  | 2003. február 25.    | 3,60 millió |
| 139. | 17. | A szüleim hazugságai (Lies My Parents Told Me)                 | David Fury       | David Fury & Drew Goddard      | 2003. március 25.    | 3,44 millió |
| 140. | 18. | Mocskos lányok (Dirty Girls)                                   | Michael Gershman | Drew Goddard                   | 2003. április 15.    | 3,31 millió |
| 141. | 19. | Kietlen helyek (Empty Places)                                  | James A. Contner | Drew Z. Greenberg              | 2003. április 29.    | 3,60 millió |
| 142. | 20. | Megérintve (Touched)                                           | David Solomon    | Rebecca Rand Kirshner          | 2003. május 6.       | 4,02 millió |
| 143. | 21. | A napok meg vannak számlálva (End of Days)                     | Marita Grabiak   | Douglas Petrie & Jane Espenson | 2003. május 13.      | 4,06 millió |
| 144. | 22. | A kiválasztott (Chosen)                                        | Joss Whedon      | Joss Whedon                    | 2003. május 20.      | 4,87 millió |